# Cha Cha Cohen
Cha Cha Cohen was een Britse band die in 1994 werd geformeerd door de drie leden Keith Gregory, Paul Dorrington en Simon Smith van The Wedding Present. Na het rekruteren van zangeres Jacqui Cohen (alias Jaqi Dulany) van The Dustdevils brachten ze de single Sparky's Note uit bij Hemiola Records.

## Geschiedenis
In 1996 brachten ze hun eerste plaat uit bij Chemikal Underground Records en in 1998 brachten ze een titelloos album uit toen toetsenist Alan Thomas zich bij de band voegde. In 1999 vertrok Paul Dorrington en werd vervangen door Tanya Mellotte. Hun laatste album All Artists Are Criminals werd uitgebracht in 2001, waarna Gregory en zijn echtgenote Cohen naar Australië emigreerden en de groep effectief opsplitsten. The Guardian vergeleek de muziek op dit album met The Fall en gaf het vier van de vijf sterren.